# Клаус Шленкріх
Клаус Шленкріх (нім. Klaus Schlenkrich, 26 квітня 1939) — німецький ватерполіст.
Учасник Олімпійських Ігор 1964, 1968 років.